# Ichneumon pseudocaloscelis
Ichneumon pseudocaloscelis är en stekelart som beskrevs av Heinrich 1949. Ichneumon pseudocaloscelis ingår i släktet Ichneumon och familjen brokparasitsteklar. Inga underarter finns listade i Catalogue of Life.